# جيم ماكغريغور
جيم ماكغريغور (بالإنجليزية: Jim MacGregor)‏ (1887 – 20 أبريل 1950) هو ملاكم جنوب أفريقي راحل، مثّل بلاده في الألعاب الأولمبية الصيفية 1920.

## روابط خارجية
جيم ماكغريغور على موقع أوليمبيديا (الإنجليزية)